# 42 Persei
42 Persei (42 Per, n Per) è una stella bianca di sequenza principale, visibile nella costellazione di Perseo.

## Osservazione
La stella appare come un oggetto approssimativamente della quinta magnitudine, in prossimità della più luminose ζ ed ο Per, rispettivamente di magnitudine 2,85 e 2,83, nella parte meridionale della costellazione di Perseo.
Caratterizzata da una declinazione settentrionale, la sua osservazione è più facile dalle regioni dell'emisfero boreale terrestre, dove si mostra molto alta sull'orizzonte nelle sere dell'autunno e dell'inizio dell'inverno, ossia quando Perseo raggiunge il punto più alto sull'orizzonte. Dall'emisfero australe l'osservazione risulta un po' penalizzata.
Sullo sfondo in direzione della stella si dispone la Nube di Perseo, un'estesa nebulosa oscura di notevole interesse scientifico per la sua relativa vicinanza al Sistema solare e le conseguenti possibilità di studio; a questa nube è legata l'Associazione OB Perseus OB2. 42 Persei tuttavia non appartiene a quest'associazione, essendo a una distanza di appena 300 anni luce contro i 980 anni luce di Perseus OB2.

## Caratteristiche
42 Per è una variabile binaria spettroscopica. La sua luminosità varia tra 5,050 e 5,180 magnitudini in 22,58 giorni.